# Heather Brooke

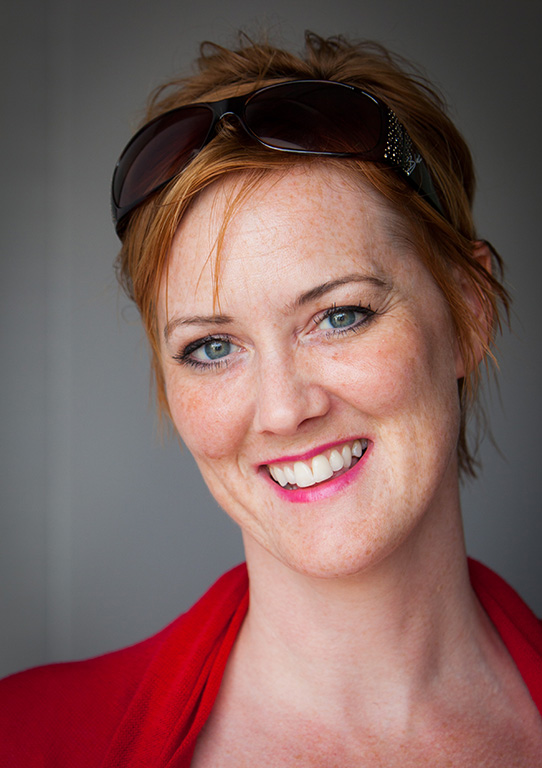

Heather Rose Brooke (nacida en 1970) es una periodista y escritora estadounidense, nacionalizada británica. Residente desde la década de 1990 en el Reino Unido, ayudó a exponer el escándalo de los gastos parlamentarios en el reino, que concluyó con la renuncia del altavoz de la Cámara de los Comunes, Michael Martin.
Brooke es docente de periodismo en la Universidad de Londres. Escribió los libros Your Right to Know (2006), The Silent State (2010) y The Revolution Will Be Digitised (2011).